# Нобоа, Кристиан
Кри́стиан Ферна́ндо Нобо́а Те́льо (исп. Christian Fernando Noboa Tello; род. 9 апреля 1985, Гуаякиль) — эквадорский футболист, полузащитник.
Лидер в истории чемпионата России по мячам, забитых футболистами в возрасте 35 лет и старше. Входит в число 20 лучших бомбардиров чемпионата России за всю историю турнира.

## Биография
Кристиан Нобоа родился в семье морского офицера Фернандо Нобоа. Его отец занимал высшие чины в Военно-морских силах Эквадора и дослужился до чина вице-адмирала, а позже стал главнокомандующим ВМФ Эквадора.
«Я хорошо понимал, что, коль скоро посвятил себя футболу, мне придется отказаться от многого в жизни: от праздников, шумных ночных вечеринок до утра, алкоголя, курения… С 14 до 19 лет моя жизнь состояла только из тренировок, правильной диеты и восстановления сил между тренировками… Можно сказать, что беззаботной и веселой юности в обычном понимании этого слова у меня вообще не было, но игра стоила свеч»

## Клубная карьера
Начал карьеру в клубе «Эмелек» из родного Гуаякиля.

### «Рубин»

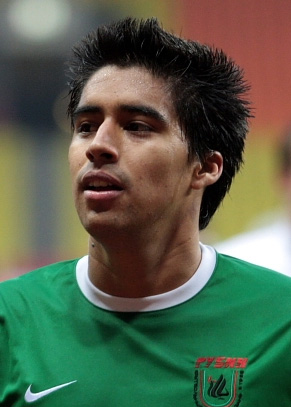
Нобоа в футболке казанского «Рубина»

В 2007 году подписал контракт с «Рубином» на пять лет. Сразу после приезда в Россию, поел снега, который увидел впервые в жизни, и заболел пневмонией. В дебютном матче против «Ростова» забил гол в свои ворота. Стал первым эквадорцем в российском футболе. Первый мяч в Премьер-лиге забил в ворота московского «Спартака» 25 августа 2007 года в Казани, это был единственный гол Нобоа в сезоне 2007 года, в котором он сыграл 14 матчей в чемпионате России.
В 2008 году Нобоа стал одним из ключевых футболистов в тактической схеме Курбана Бердыева, хотя и получил место в основном составе лишь после июньского перерыва. Сыграл в итоге 21 матч и забил 6 мячей (в некоторых источниках указано, что Нобоа также забил мяч в ворота «Химок» 23 августа 2008 года, который считается автоголом Фёдора Кудряшова). В Казани познакомился с русской девушкой Ольгой, выучил русский язык.
В 2010 году ходили возможные слухи о продолжении карьеры полузащитника в Европе, но, тем не менее, Нобоа остался в составе «Рубина»: в том году эквадорец стал одним из лидеров команды, много забивая и отрабатывая в обороне.
8 мая 2011 года в матче «Рубин» — «Краснодар» стал первым игроком в чемпионате России, который не смог реализовать два пенальти в одном матче: в первом случае он послал мяч выше ворот, а во втором — мяч отбил вратарь.

### «Динамо» (Москва)

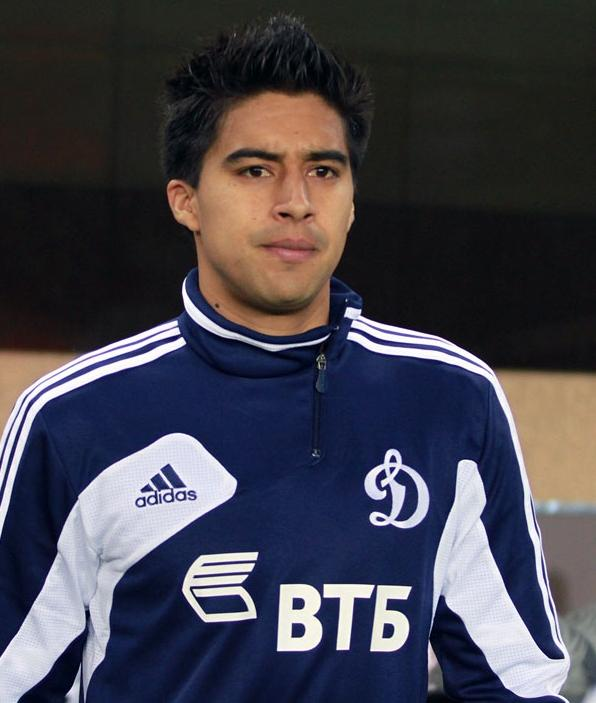
Нобоа в футболке московского «Динамо»

В зимнее межсезонье 2011/12 Нобоа перешёл в состав московского «Динамо» за € 8 млн. В своём четвёртом матче за новую команду забил победный мяч для московского «Спартака», поразив собственные ворота. 25 августа 2012 года в матче против «Локомотива» забил свой дебютный гол за «Динамо», который оказался победным — 3:2. В октябре «Рубин» готов был выкупить у «Динамо» Нобоа за € 4 млн после того, как фанаты «Динамо» требовали избавиться как от Нобоа, так и от других футболистов.
В августе 2013 года Нобоа был признан лучшим футболистом «Динамо» по итогам месяца. Летом 2014 года Нобоа заявил, что хочет продлить контракт с «Динамо» с улучшением условий договора. Однако уже осенью 2014 года он и Владимир Гранат были отправлены в дубль и вопрос о продлении контракта стал зависеть от нового лимита на легионеров, который будет в РФПЛ в сезоне 2014/15, и от того, что Динамо не могло предложить игроку улучшенные условия. Позже стало известно, что «Динамо» предлагало Нобоа контракт всего на 6 месяцев с зарплатой в рублях, а не в евро. В итоге, контракт с игроком истёк, и он покинул московское «Динамо», заявив следующее:
«Если мне предложат пойти в клуб, где я стану более известным, но моя зарплата сократится наполовину, я отвечу отказом»

### ПАОК
Интерес к Нобоа, как к свободному агенту, проявляли «Трабзонспор» и «Севилья», но 9 января 2015 года Нобоа официально стал игроком греческого клуба ПАОК, заключив контракт до 30 июня 2017 года. 18 января в матче против «Платаниаса» Кристиан дебютировал в греческой Суперлиге. 21 февраля в поединке против «Верии» забил свой первый гол за ПАОК.

### «Ростов»

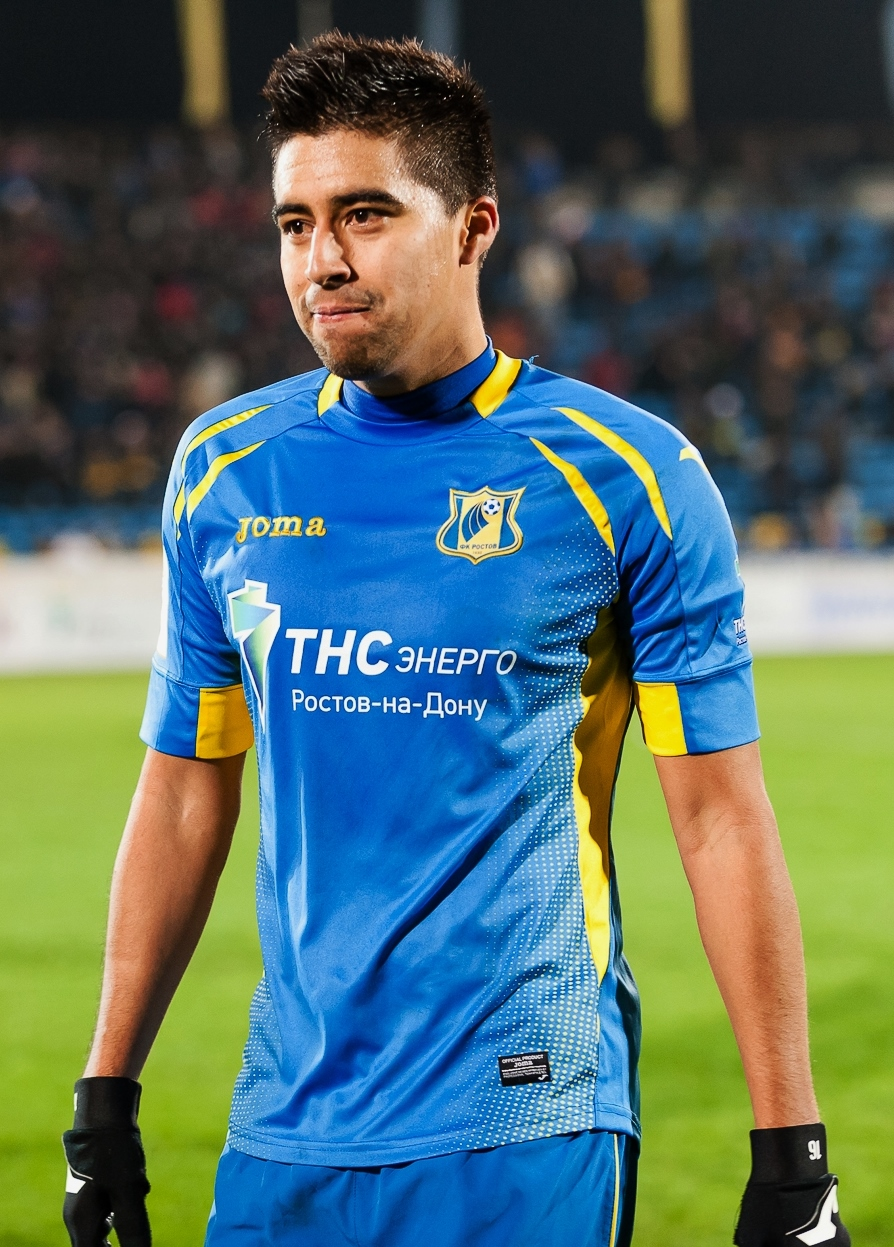
Нобоа в составе «Ростова»

29 июля 2015 года вернулся в Россию в качестве игрока футбольного клуба «Ростов». По словам самого футболиста, главной причиной возвращения послужил главный тренер Курбан Бердыев, известный ему по работе в «Рубине». В первом же матче за новый клуб отметился голом, поразив ворота «Амкара».

### «Зенит»
4 июня 2017 года перешёл в «Зенит» на правах свободного агента. Соглашение было рассчитано на три года. Дебютировал в ответном матче третьего квалификационного раунда Лиги Европы.

### Аренда в «Рубин»
18 февраля 2018 года перешёл на правах аренды в «Рубин», где провёл весеннюю часть сезона, вернувшись летом в «Зенит».

### «Сочи»
5 августа 2019 года перешёл в «Сочи» на правах свободного агента. Соглашение было рассчитано на 2 года. Дебютировал 11 августа в гостевом матче против ЦСКА. В сезоне 2019/20 провёл 19 игр и забил 4 мяча .
9 августа 2020 года в первом туре сезона 2020/21 забил мяч с пенальти в ворота «Спартака» на последней минуте гостевого матча (2:2). Для Нобоа это был первый с мая 2011 года реализованный пенальти в чемпионатах России.
25 августа 2020 года Нобоа забил в ворота «Тамбова» в компенсированное время, принеся «Сочи» победу с минимальным счётом (1:0). Этот гол стал 50-м для Нобоа в чемпионатах России, он стал 50-м футболистом в истории, достигшим этой отметки, и пятым южноамериканцем (ранее 50 мячей в чемпионатах России забивали только бразильцы). Этот мяч Нобоа забил спустя ровно 13 лет после своего первого гола в чемпионатах России. В первых 9 матчах чемпионата России Нобоа отличился 7 раз, впервые с 2010 года забив более 6 мячей в чемпионате России. 18 апреля 2021 года сыграл своей 300-й матч в чемпионатах России. Всего в чемпионате забил 12 мячей (6 — с пен.) в 25 матчах, впервые в карьере забив более 10 мячей в чемпионате России.
В сезоне 2021/22 вновь оставался основным пенальтистом «Сочи», благодаря чему забил 7 мячей (5 — с пен.) в 25 матчах чемпионата.
26 августа 2022 года пробил три пенальти в ворота «Химок», из которых забил два. Всего в первых семи турах чемпионата забил 5 пенальти.
9 апреля 2023 года, в свой 38-й день рождения, забил мяч в ворота «Крыльев Советов». Нобоа стал девятым футболистом в истории чемпионатов России, забившим мяч в возрасте 38 лет и старше. 23 апреля 2023 года сыграл свой 350-й матч в чемпионатах России, став 23-м футболистом и вторым иностранцем, достигшим этой отметки.

## Личная жизнь
Отец Фернандо, мать Соня и два брата Роберто и Давид (профессиональный футболист) живут в Гуаякиле. Был женат на россиянке Ольге. В 2010 году у пары родился первый сын Кристофер Диего, в 2012 году — второй — Лукас. В 2016-м году пара рассталась, о чём стало известно только в августе 2018-го.

## Достижения
Командные
«Эмелек»
- Серебряный призёр чемпионата Эквадора: 2006

«Рубин»
- Чемпион России (2): 2008, 2009
- Обладатель Суперкубка России: 2010
- Бронзовый призёр чемпионата России: 2010

«ПАОК»
- Бронзовый призёр чемпионата Греции: 2014/15

«Ростов»
- Серебряный призёр чемпионата России: 2015/16

«Зенит»
- Чемпион России: 2018/19

«Сочи»
- Серебряный призёр чемпионата России: 2021/22

Личные
- В списке 33 лучших футболистов чемпионата России (4): № 1 (2020/21, 2021/22), № 2 (2016/17), № 3 (2015/16)
- Лучший игрок сезона РПЛ по версии Transfermarkt: 2021/22[41]
- Лучший футболист сезона РПЛ по версии РФС: 2021/22
- Рекордсмен по количеству матчей в чемпионатах России среди футболистов дальнего зарубежья и занимает второе место по количеству проведённых игр среди всех легионеров, уступая лишь Дейвидасу Шемберасу.

## Статистика выступлений

### Клубная
| Клуб             | Сезон            | Лига | Лига | Кубки | Кубки | Еврокубки | Еврокубки | Итого | Итого |
| Клуб             | Сезон            | Игры | Голы | Игры  | Голы  | Игры      | Голы      | Игры  | Голы  |
| ---------------- | ---------------- | ---- | ---- | ----- | ----- | --------- | --------- | ----- | ----- |
| Эмелек           | 2004             | 28   | 3    | -     | -     | -         | -         | 28    | 3     |
| Эмелек           | 2005 (Ап., Кл.)  | 28   | 1    | -     | -     | -         | -         | 28    | 1     |
| Эмелек           | 2006             | 33   | 4    | -     | -     | -         | -         | 33    | 4     |
| Эмелек           | Итого            | 89   | 8    | -     | -     | -         | -         | 89    | 8     |
| Рубин            | 2007             | 14   | 1    | 2     | 0     | 3         | 0         | 19    | 1     |
| Рубин            | 2008             | 21   | 6    | 1     | 0     | -         | -         | 22    | 6     |
| Рубин            | 2009             | 22   | 2    | 4     | 0     | 10        | 1         | 36    | 3     |
| Рубин            | 2010             | 27   | 8    | 1     | 0     | 8         | 3         | 36    | 11    |
| Рубин            | 2011/12          | 25   | 5    | 1     | 0     | 10        | 1         | 36    | 6     |
| Рубин            | Итого            | 109  | 22   | 9     | 0     | 31        | 5         | 148   | 26    |
| Динамо (Москва)  | 2011/12          | 11   | 0    | 2     | 0     | -         | -         | 13    | 0     |
| Динамо (Москва)  | 2012/13          | 27   | 5    | 2     | 0     | 2         | 0         | 31    | 5     |
| Динамо (Москва)  | 2013/14          | 29   | 6    | 0     | 0     | -         | -         | 29    | 6     |
| Динамо (Москва)  | 2014/15          | 11   | 1    | 0     | 0     | 8         | 0         | 19    | 1     |
| Динамо (Москва)  | Итого            | 78   | 12   | 4     | 0     | 10        | 0         | 92    | 12    |
| ПАОК             | 2014/15          | 17   | 2    | 0     | 0     | 0         | 0         | 17    | 2     |
| ПАОК             | Итого            | 17   | 2    | 0     | 0     | 0         | 0         | 17    | 2     |
| Ростов           | 2015/16          | 24   | 4    | 0     | 0     | -         | -         | 24    | 4     |
| Ростов           | 2016/17          | 26   | 2    | 0     | 0     | 14        | 5         | 40    | 7     |
| Ростов           | Итого            | 50   | 6    | 0     | 0     | 14        | 5         | 64    | 11    |
| Зенит (СПб)      | 2017/18          | 2    | 0    | 1     | 0     | 6         | 0         | 9     | 0     |
| Зенит (СПб)      | 2018/19          | 11   | 0    | 0     | 0     | 1         | 1         | 12    | 1     |
| Зенит (СПб)      | 2019/20          | 0    | 0    | 1     | 0     | 0         | 0         | 1     | 0     |
| Зенит (СПб)      | Итого            | 13   | 0    | 2     | 0     | 7         | 1         | 22    | 1     |
| → Рубин          | 2017/18          | 10   | 2    | 0     | 0     | -         | -         | 10    | 2     |
| → Рубин          | Итого            | 10   | 2    | 0     | 0     | 0         | 0         | 10    | 2     |
| Сочи             | 2019/20          | 19   | 4    | 0     | 0     | -         | -         | 19    | 4     |
| Сочи             | 2020/21          | 25   | 12   | 2     | 0     | -         | -         | 27    | 12    |
| Сочи             | 2021/22          | 25   | 7    | 1     | 1     | 3         | 2         | 29    | 10    |
| Сочи             | 2022/23          | 26   | 11   | 1     | 0     | -         | -         | 27    | 11    |
| Сочи             | 2023/24          | 11   | 2    | 3     | 1     | -         | -         | 14    | 3     |
| Сочи             | Итого            | 106  | 36   | 7     | 2     | 3         | 2         | 116   | 40    |
| Всего за карьеру | Всего за карьеру | 471  | 88   | 22    | 2     | 65        | 13        | 558   | 102   |

### Сборная
| Эквадор | Эквадор | Эквадор |
| Год     | Игр     | Голов   |
| ------- | ------- | ------- |
| 2009    | 8       | 2       |
| 2010    | 4       | 0       |
| 2011    | 10      | 0       |
| 2012    | 4       | 0       |
| 2013    | 13      | 0       |
| 2014    | 10      | 1       |
| 2015    | 12      | 0       |
| 2016    | 13      | 1       |
| 2017    | 3       | 0       |
| 2019    | 1       | 0       |
| Всего   | 78      | 4       |

#### Голы Нобоа за сборную Эквадора
| № | Дата            | Место                                           | Соперник | Гол | Счёт | Соревнование           |
| - | --------------- | ----------------------------------------------- | -------- | --- | ---- | ---------------------- |
| 1 | 28 марта 2009   | Олимпийский стадион, Кито, Эквадор              | Бразилия | 1:1 | 1:1  | Отборочный тур ЧМ-2010 |
| 2 | 1 апреля 2009   | Олимпийский стадион, Кито, Эквадор              | Парагвай | 1:0 | 1:1  | Отборочный тур ЧМ-2010 |
| 3 | 6 сентября 2014 | Стадион Локхарт, Форт-Лодердейл, Флорида, США   | Боливия  | 1:0 | 4:0  | Товарищеский матч      |
| 4 | 12 июня 2016    | Метлайф-стэдиум, Ист-Ратерфорд, Нью-Джерси, США | Гаити    | 3:0 | 4:0  | Кубок Америки 2016     |